# Grgar
Grgar je naselje v Mestni občini Nova Gorica. Leži v Grgarski kotlini na nadmorski višini 298 m. Z južne strani ga obdajata Škabrijel in Sveta gora - Skalnica, s severa pa Trnovska in Banjška planota. Skozi vas teče 46. vzporednik.  

## Zgodovina
Občini Bate in Banjšice sta bili 16. avgusta 1928 pridruženi Občini Grgar (Comune di Gargaro).
Občina Grgar je bila 16. septembra 1947 dodeljena Jugoslaviji.

## Znane osebnosti
V Grgarju se je rodila in umrla Urška Ferligoj (1526-1544), pastirica in Marijina vidkinja. Na kraju njene rojstne hiše stoji kapelica. V Grgarju se je rodil slovenski pesnik in dramatik  Matej Bor. Konec aprila 1945 se je Anton Kokalj - Tonči s svojimi častniki Slovenskega narodnega varnostnega zbora z avtom peljal proti Gorici, kjer so jih zajeli pripadniki OZNE. Vse zajete, vključno z Antonom Kokaljem so usmrtili in njihova trupla odvrgli v brezno ter jih onečastili kakor živali.